# Jürgen Rüttgers
Jürgen Rüttgers (født 26. juni 1951 i Köln) er en tysk politiker, der fra 2005 til 2010 var ministerpræsident i Nordrhein-Westfalen, valgt for CDU. Fra 1994 til 1998 var han desuden undervisnings- og videnskabsminister minister i forbundsregeringen. 
Rüttgers har studeret historie og jura. Han den tog den første juridiske embedseksamen i 1975 og den anden i 1978. I 1979 blev han dr.jur. fra Universität zu Köln. Han arbejdede efterfølgende i kommuneforeningen i Nordrhein-Westfalen.
Han blev medlem af CDU i 1970 og var fra 1980 til 1986 leder af dets ungdomsorganisation Junge Union i Rheinland. I 1993 blev han næstformand for CDU i Nordrhein-Westfalen og i 1999 formand. Siden 2000 har han været en af fire næstformænd i landsorganisationen. Han blev medlem af Forbundsdagen i 1987 og sad frem til 2000. I en periode var han næstformand for CDU/CSU-fraktionen i parlamentet. Han blev medlem af landdagen i Nordrhein-Westfalen i 2000. Da CDU og FDP fik flertal efter valget i 2005, dannede partierne regering under ledelse af Rüttgers. 
Efter valget i 2010 dannede Hannelore Kraft (SPD) en ny regering med Bündnis 90/Die Grünen.